# Хосе Іск'єрдо
Хосе Іск'єрдо (ісп. José Izquierdo, нар. 7 липня 1992, Перейра) — колумбійський футболіст, нападник клубу «Брюгге» та національної збірної Колумбії.
На батьківщині виступав за «Депортіво Перейра» та «Онсе Кальдас».

## Ігрова кар'єра
У дорослому футболі дебютував 2010 року виступами за команду з рідного міста «Депортіво Перейра», в якій провів три сезони, взявши участь у 69 матчах чемпіонату. Більшість часу, проведеного у складі «Депортіво Перейра», був основним гравцем атакувальної ланки команди.
Своєю грою за цю команду привернув увагу представників тренерського штабу клубу «Онсе Кальдас», до складу якого приєднався 2013 року. Відіграв за команду з Манісалеса півтора сезони своєї ігрової кар'єри. Граючи у складі «Онсе Кальдас», також здебільшого виходив на поле в основному складі команди.
2014 року молодого колумбійця запросили до бельгійського «Брюгге», де він швидко став одним з головних бомбардирів, забивши 10 голів у своїх перших 22 матчах за команду з Брюгге в національному чемпіонаті.
Літом 2017 приєднався до складу «Брайтона», за рекордні для «чайок» 13,5 млн євро.

## Титули і досягнення
- Чемпіон Бельгії (2):

«Брюгге»: 2015-16, 2021-22
- Володар Кубка Бельгії (1):

«Брюгге»: 2014-15
- Володар Суперкубка Бельгії (1):

«Брюгге»: 2016